# Primärbank
Der Ausdruck Primärbank beschreibt die Regionalbank vor Ort. Jede Primärbank ist für ihren Markt autonom und eigenverantwortlich tätig. Unterstützung können sich die Primärbanken bei ihren Verbundunternehmen holen.
Kernaufgabe der Primärbank ist, die mittelständischen Unternehmen und Kleinunternehmen sowie die Privathaushalte in ihrem Einzugsgebiet zu betreuen. Dieses Prinzip gilt für alle Regionalbanken.